# Diario Frontera
Diario Frontera este un ziar regional venezuelean. Sale arii de difuzare sunt Mérida și zona de sud a lacului Maracaibo. Fondată în 1978, în Mérida  este cel mai vechi și cel mai popular ziar din regiune.
Editorul este membru fondator al Camerei venezuelean a presei regionale și este afiliat la Blocul de presă venezueleană.

## Caracteristici
Ziarul este distribuit ca o culoare standard și este împărțit în patru spate. Este un ziar generalist, care include știri regionale, naționale și internaționale. Publică două suplimente în zilele de duminică: Aquí entre Nos revistă pentru copii Chipilín. La anumite date, cum ar fi La Feria del Sol și Día del Trabajador' publică ediții speciale.

## Istoria
Diario Frontera a fost fondată de către José Benedicto Monsalve, cu sprijinul unui grup de oameni de afaceri din oraș, inclusiv avocat și scriitor Rafael Ángel Gallegos, care a fost, de asemenea, primul director al ziarului. El a apărut la chioșcuri în 12 august 1978. Primele probleme au fost tipărite în alb-negru la o presă veche, care a aparținut Diario Critica al orașului Maracaibo.
În anii optzeci Diario Frontera a fost caracterizat ca un ziar generalist, imprimate în alb și negru, cu o paginare de 20 de pagini împărțit în două spate. Din 1989 el a publicat cu regularitate o pagină sau secțiune dedicată în mod special la temele de la Universitatea din Anzi, în luarea în considerare a populației studențești și importanța pe care universitatea are în viața orașului.
În iunie 2005, ziarul a publicat o anchetă a unui tânăr student ucis de poliție. Jurnalul a scris că studentul a fost împușcat de poliție, dar a menționat de asemenea de membru într-un grup politic armat. Redacție a fost atacate de grupuri de studenți a fost începutul unei serii de revolte, apoi sa extins spre majoritatea din oraș. Episodul tragic al studentul a stârnit mânia multe, dar cei responsabili nu au fost în mod adecvat urmărit. Recursurile de către ONG-ul Reporteri Fara Frontiere a lumii politice au rămas neluate în seamă. Printre întrebările adresate autorităților incidentul nu a fost investigată.
În anul 2008, cu ocazia celei de al treizecilea an al ziarului, Journal a restructurat grafică (schimbare de logo-ul și font) si editare (reorganizare de conținut și noi de șase coloane aspect de pagină).Știrile nu s-au oprit: a fost inaugurat din spate a unui nou sport de culoare tabloid..
Astăzi Diario Frontera este o publicație care sprijină cu patru mature în timpul săptămânii și cinci pe sâmbătă și duminică, cu unele pagini color.

## Distribuție
În 2010, ziarul a avut un tiraj de 40.000 de exemplare (45.000 duminica), a fost distribuit în principal în Mérida, la sud de lacului Maracaibo, în Pan-Americana regiune, are, de asemenea, o prezență redusă în Caracas. De asemenea, contează pe o versiune on-line digital.

## Administrație al ziarului
- Rafael Ángel Gallegos
- Alcides Monsalve